# Landschaftsschutzgebiet Hengsteysee/Ruhr, Südufer

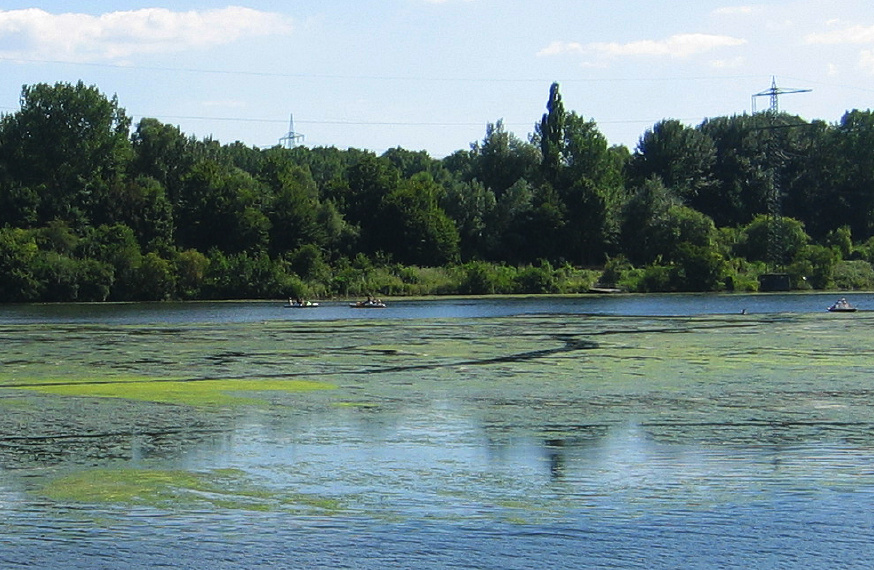
Hengsteysee mit Südufer

Das Landschaftsschutzgebiet Hengsteysee/Ruhr, Südufer mit einer Flächengröße von 162,45 ha befindet sich auf dem Gebiet der kreisfreien Stadt Hagen in Nordrhein-Westfalen. Das Landschaftsschutzgebiet (LSG) liegt im Hagener Stadtteil Bathey. Das LSG wurde 1994 mit dem Landschaftsplan der Stadt Hagen vom Stadtrat von Hagen ausgewiesen. Es geht bis zur Stadtgrenze nach Dortmund und Herdecke. Im Süden geht es bis zum Rangierbahnhof Hengstey bzw. bis zur A 1. Das LSG umfasst die Teile des Hengsteysees und Ruhr mit deren Südufer im Hagener Stadtgebiet.

## Schutzzweck
Laut Landschaftsplan erfolgte die Ausweisung „zur Erhaltung und Wiederherstellung der Leistungsfähigkeit des Naturhaushaltes, insbesondere wegen seiner Bedeutung als Brut- und Nahrungsbiotop sowie als Winterrastplatz für zahlreiche Wasservogelarten der Roten Liste; wegen der Vielfalt, Eigenart und Schönheit des Landschaftsbildes der Ruhr und des Hengsteysees und wegen seiner besonderen Bedeutung als stadtnaher Erholungsraum für die Stadtteile Kabel und Boele“.

## Besondere Verbote im LSG
Neben den in Landschaftsschutzgebieten in Hagen üblichen Verboten sind für das LSG besondere Verbote erlassen worden. Es ist im LSG verboten im Hengsteysee und Ruhr zu baden, ferner im Winter die Eisfläche zu betreten und zu befahren. Zum Wasservogelschutz ist es verboten die Teichrosenfelder mit Booten zu befahren. Dieses Verbot gilt auch für nicht motorgetriebene
Boote.